# Catalina Sandino Moreno
Catalina Sandino Moreno (Bogota, 19 april 1981) is een Colombiaans filmactrice. Zij maakte haar filmdebuut met een hoofdrol in Maria Full of Grace en werd daarvoor genomineerd voor een Oscar. Meer dan vijftien acteerprijzen werden haar daadwerkelijk toegekend, waaronder een Zilveren Beer.
Moreno groeide op in Colombia, maar verhuisde rond 2003 naar New York. Daar werd ze opgemerkt door de makers van de film Maria Full of Grace. Hierin speelt Moreno het personage María Álvarez, dat de gehele film Spaans spreekt.
Moreno trouwde in april 2006 met cameraman David Elwell, die met haar samenwerkte tijdens het filmen van Maria Full of Grace.

## Filmografie
*Exclusief televisiefilms
| - Ballerina (2025) - Silent Night (2023) - Barbarians (2021) - The Quarry (2020) - Incarnate (2016) - Custody (2016) - A Most Violent Year (2014) - Swelter (2014) - At the Devil's Door (2014) - A Stranger in Paradise (2013) - Roa (2013) - Magic Magic (2013) | - For Greater Glory: The True Story of Cristiada (2012) - The Twilight Saga: Eclipse (2010) - Che: Part One (2008, aka The Argentine) - Che: Part Two (2008, aka Guerrilla) - Love in the Time of Cholera (2007) - El corazón de la tierra (2007, aka The Heart of the Earth) - The Hottest State (2006) - Fast Food Nation (2006) - Paris, je t'aime (2006) - Journey to the End of the Night (2006) - Maria Full of Grace (2004) |

## Televisieseries
*Exclusief eenmalige gastrollen
- From - Tabitha Matthews (2022-...)
- The Affair - Luisa Leon (2015-2019, 29 afleveringen)
- American Gothic - Christina Morales (2016, zes afleveringen)
- Falling Skies - Isabella (2015, zes afleveringen)
- East Los High - Eddies moeder (2015, vier afleveringen)
- Red Band Society - Eva Palacios (2014, drie afleveringen)
- The Bridge - Alma Ruiz (2013, negen afleveringen)

- Bibsys: 11048182
- Biblioteca Nacional de España: XX5568488
- Bibliothèque nationale de France: cb16216934s (data)
- Gemeinsame Normdatei: 131530321
- International Standard Name Identifier: 0000 0001 0903 423X
- Library of Congress Control Number: no2005012711
- Nationale Bibliotheek van Tsjechië: xx0178064
- Nationale Bibliotheek van Israël: 987007437020305171
- Nederlandse Thesaurus van Auteursnamen: 281314926
- Système universitaire de documentation: 10167936X
- Virtual International Authority File: 56337899
- WorldCat: E39PBJbWwKxXXVJC3TRMRTtYfq